# لندشتول
لندشتول (بالألمانية: Landstuhl) هي بلدة ألمانية تقع في ألمانيا في راينلند بالاتينات. يقدر عدد سكانها بـ 8,852 نسمة .

## المدن التوأمة
مدينة Pont-à-Mousson هي مدينة توأمة لـلندشتول.

## أعلام
- توبياس إياكونيس
- ليزلي واين
- فيلي بليد
- روب توماس
- هانس شويرتزر
- نيك هارمر